# 李思侠案
|  |

李思侠案，是「女工程师帮村民举报污染被判刑」的案子。發生於中國陕西省安康市石泉县城關鎮双喜村，2008年有石料加工厂入駐，污染農田和食水、運石車毀壞村路，而且村書記邱兴银獲分得開採權，被村民懷疑貪腐。
李思侠（1963年生，女），双喜村第一位走出村子的大学生（註：石泉县在陝、川的秦嶺，「過去与外界没有通路，令村里的年轻人找对象都难，因此村民对路十分在乎」），曾是陝西长庆油田的國企工程师，傳媒普遍以「陝西女工程师」稱之，雖然已遷至西安居住，不過自2013年幫村民上訪舉報石料加工厂28次。
2018年9月被公安拘捕，公安指她是当地“首起涉恶势力”的头目。2019年6月13日，石泉县法院一审宣判，寻衅滋事罪判刑两年六个月；2020年6月16日，李思侠在二審期間获合议庭准以取保候审，是2018年9月以來首與家人团聚。2020年7月28日，安康市中级人民法院批評一審“认定事实不清，证据不足，且在案件审理中违反诉讼程序”，发回重审。
輿論普遍質疑女工程師怎樣「涉恶势力」。